# Мечеть Тапабаши
Мечеть Тапабаши (азерб. Təpəbaşı məscidi, арм. Կոնդի մզկիթ, romanized: Kondi mzkit’) — шиитская мечеть, расположенная на юге ереванского района Конд. Она также известна как «мечеть Аббас Кули-хана».

## История
Основание мечети датируется 1687 годом, во времена Эриванского ханства, когда район Конд назывался Тапабаши — «вершина холма». Мечеть располагается на пересечении нынешних улиц Конди, Руставели и Симеона Ереванци, на юге Кондского района.
Мечеть перестраивалась во второй половине XIX века. Одним из заказчиков перестроек мечети был сотрудник городской управы Аббас-Кули, потомок ереванских ханов, при котором мечеть и получила современные масштабы. Его дом также находился в этом квартале. В конце 1920-х годов в здании мечети разместили архив, потом жилые квартиры для беженцев из Турции (1915 год), 17 семей, потомки которых до сих пор живут в здании мечети.
Мечеть имела два купола, малый и большой, но последний был снесён в 1960-х годах.
До нынешнего времени от неё уцелели только некоторые стены 1,5 метровой толщины и части крыши. Основной купол рухнул в 1960-е (по другим данным, в 1980-е) годы, но уцелел меньший купол и красивый персидский орнамент. На данный момент руины мечети входят в список исторического достояния Армении.

## Галерея

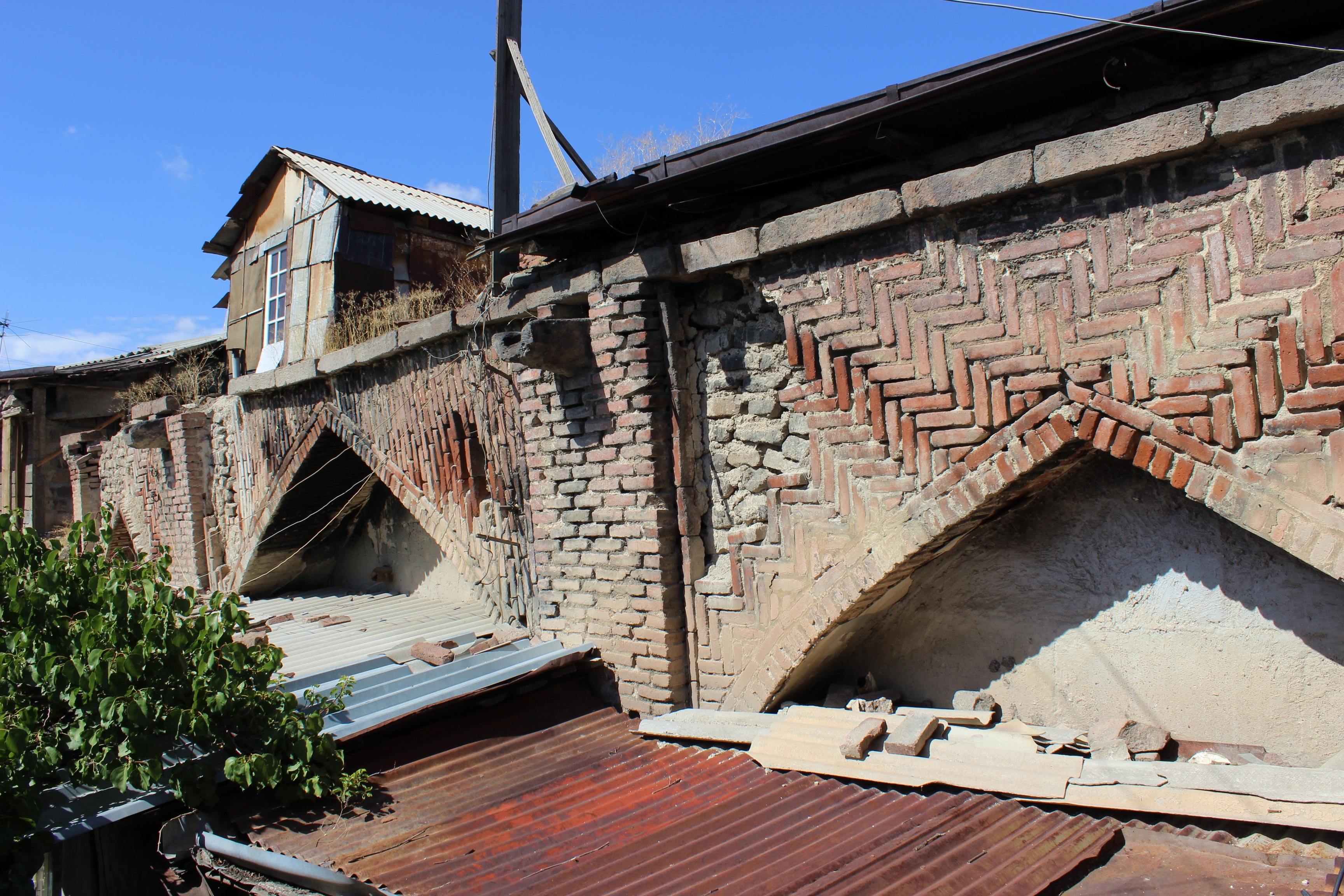
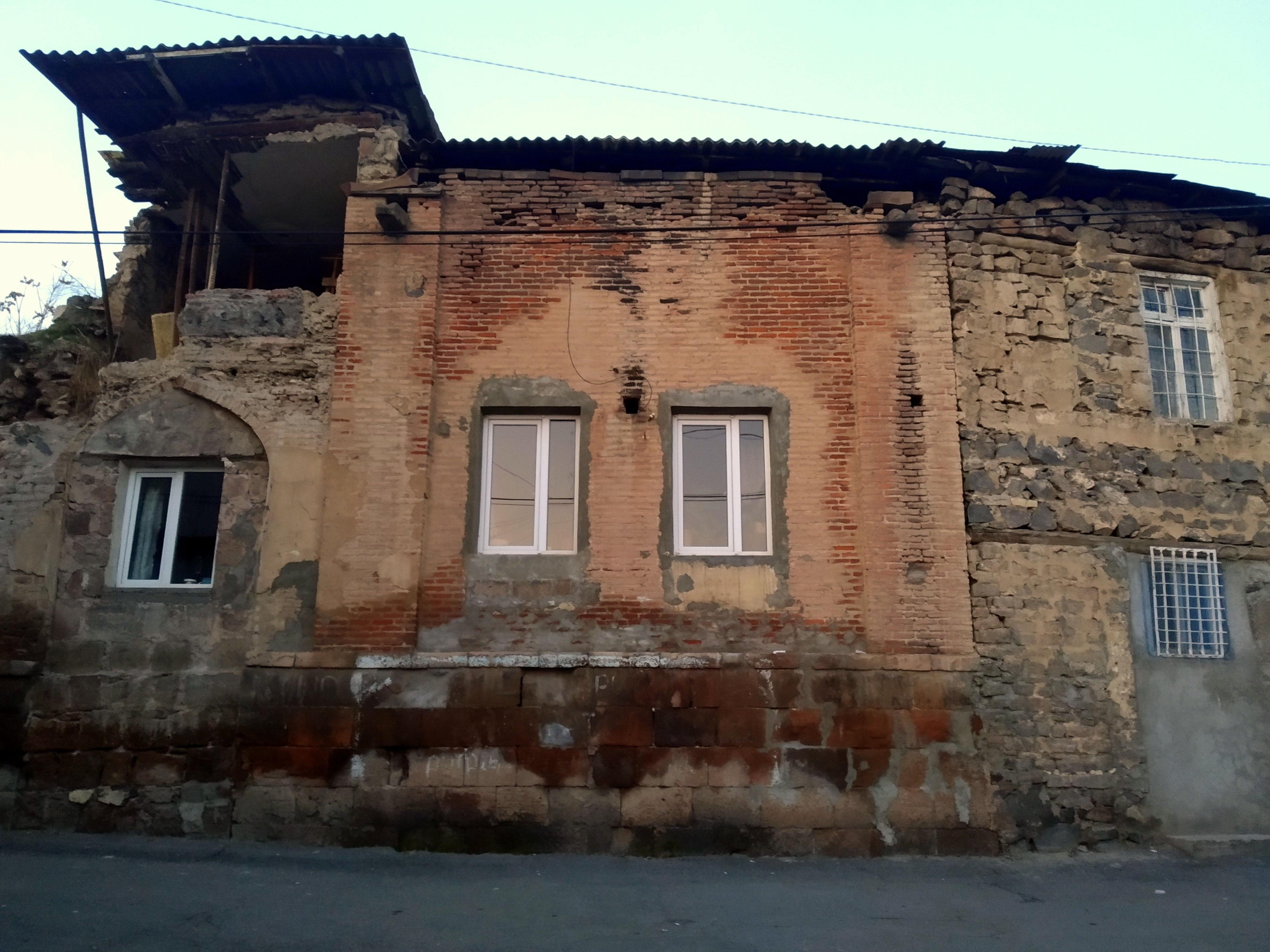
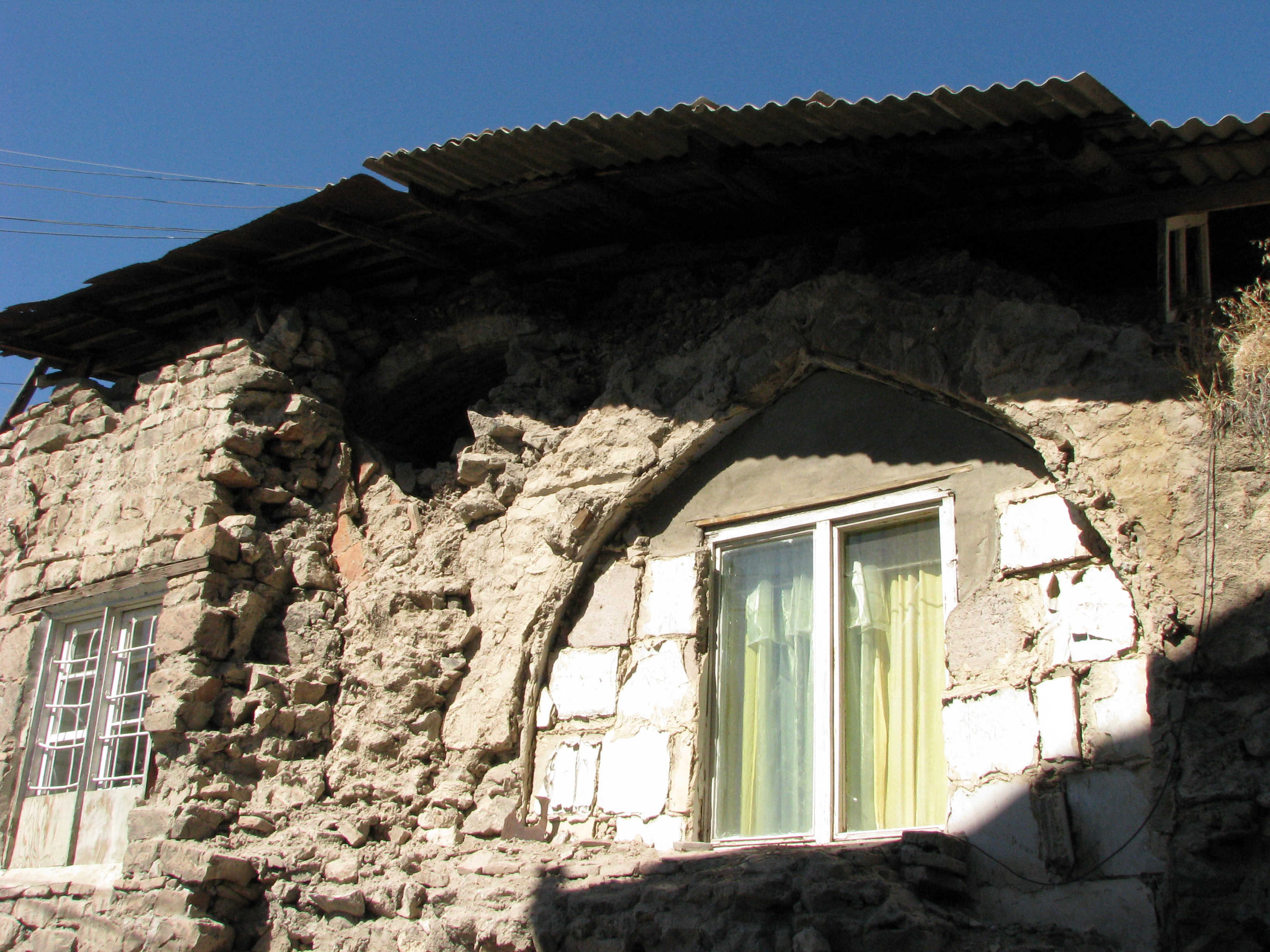
Мечеть Тапабаши в XXI веке
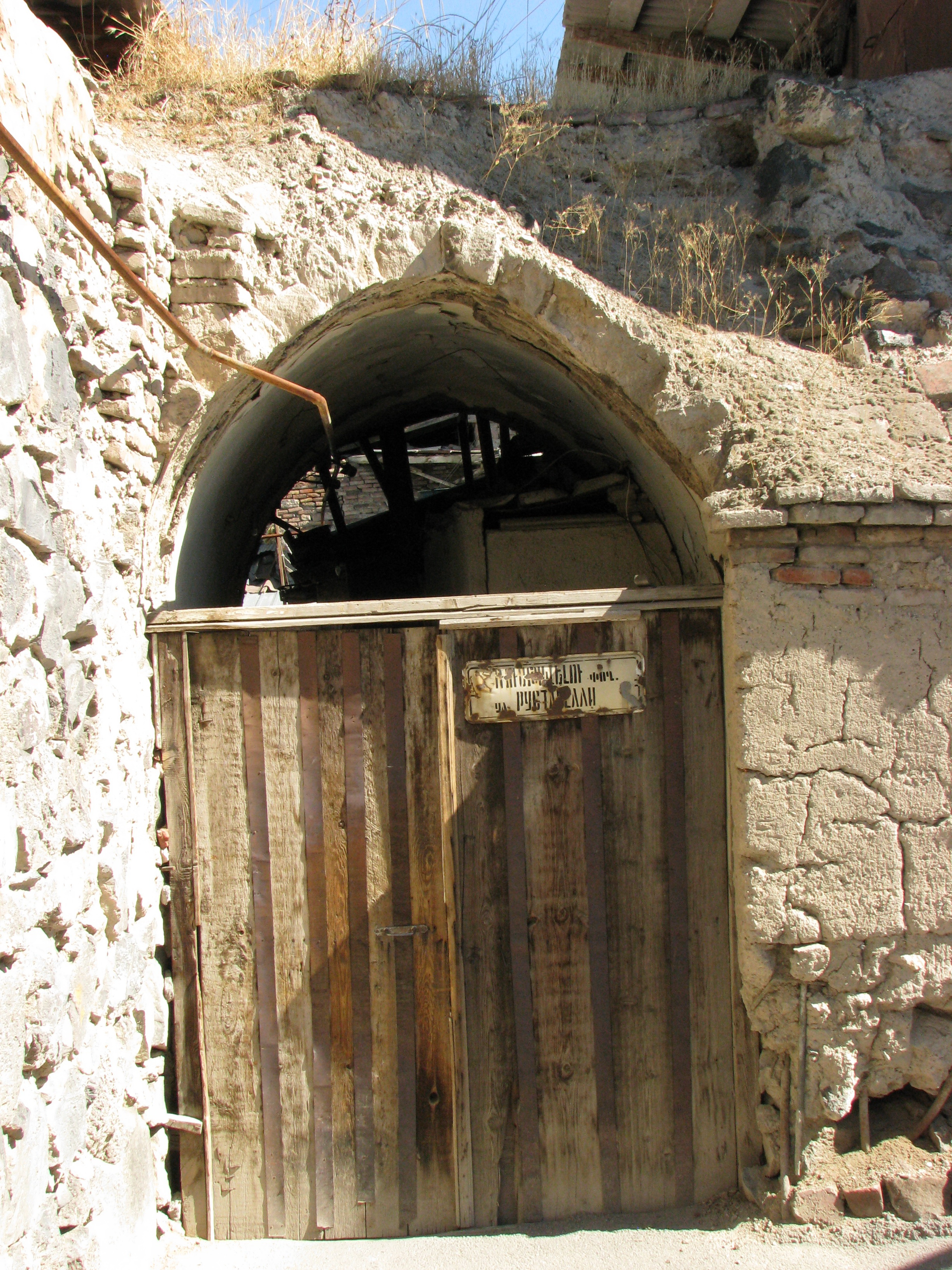
Дверь мечети